# فرودگاه بین‌المللی بخارا
فرودگاه بین‌المللی بخارا (به انگلیسی: Bukhara International Airport) (به زبان بومی: Buxoro Xalqaro Aeroporti) یک فرودگاه همگانی با کد یاتا BHK است که یک باند فرود آسفالت دارد و طول باند آن ۳۰۰۰ متر است. این فرودگاه در شهر بخارا کشور ازبکستان قرار دارد و در ارتفاع ۲۲۹ متری از سطح دریا واقع شده‌است.

## شرکت‌های هواپیمایی و مقصدهای پروازی
| شرکت‌های هواپیمایی | مقصدهای پروازی |
| ----------------- | --- |
| یوتی‌ایر اوییشن    | فرودگاه بین‌المللی ونوکووا                                                                                                |
| ازبکستان ایرویز   | فرودگاه فرغانه، فرودگاه پاشکوفسکی، فرودگاه بین‌المللی دوموده‌دوو، فرودگاه پالکوو، فرودگاه بین‌المللی تاشکند، فرودگاه گرگانج |

| شرکت‌های هواپیمایی | مقصدهای پروازی                                       |
| ----------------- | ---------------------------------------------------- |
| یوتی‌ایر اوییشن    | ونوکووا                                              |
| ازبکستان ایرویز   | فرغانه، پاشکوفسکی، دوموده‌دوو، پالکوو، تاشکند، گرگانج |